# Octavian Utalea
Octavian Utalea (n. 11 februarie 1868, Maieru, România – d. secolul al XX-lea) a devenit primar al municipiului Cluj în 1 mai 1923. A deținut funcția de primar până la data de 14 martie 1926. Printre realizările mandatului său se numără deschiderea unui Cerc Militar în Palatul Reduta și înființarea unei Școli de Arte Frumoase (actuala Școala de Arte Plastice) în Parcul Central.
A urmat cursurile facultății de drept la Universitatea Franz Josef din Cluj, pe care a absolvit-o în 1906. A urmat o carieră militară și s-a implicat foarte activ în mișcarea de eliberare națională a românilor din Transilvania, fiind prezent și la Marea Adunare Națională de la 1 Decembrie 1918. Pe lângă funcția de primar al Clujului, a deținut și alte funcții administrative, cum ar fi cea de prefect al Clujului. 
A fost unul dintre membrii "Astrei" și membru în Societatea de lectură "Virtus Romana Rediviva".